# Miembro de la Academia Británica
El título de Miembro de la Academia Británica o Socio de la Academia Británica (en inglés Fellowship of the British Academy o Fellow of the British Academy, abreviado "FBA") es un galardón concedido por la Academia Británica a académicos destacados por su excelencia en el campo de las humanidades y ciencias sociales. Sus categorías son:
1. Fellows: académicos residentes en el Reino Unido.
2. Corresponding Fellows: académicos residentes en el extranjero.
3. Honorary Fellows: título académico honorario (en el que se utilizan las siglas postnominales «Hon. FBA»).
4. Deceased Fellows: antiguos miembros de la Academia.

La concesión del título permite a los fellows utilizar el epíteto FBA en sus publicaciones. Son o han sido fellows, entre otros: David Adger, Edward Rand, Mary Beard, Nicholas Stern, Michael Lobban, M. R. James, Friedrich Hayek, Quentin Skinner, John Maynard Keynes, John Dunn, Raymond Geuss y Rowan Williams.